# Yingcheng
Yingcheng (应城 ; pinyin : Yìngchéng) est une ville de la province du Hubei en Chine. C'est une ville-district placée sous la juridiction administrative de la ville-préfecture de Xiaogan.

## Démographie
La population du district était de 663 279 habitants en 1999.